# 查理·柯爾 (攝影師)
查理·柯爾（英語：Charlie Cole，1955年—2019年9月5日）是美國《新聞週刊》的一名攝影師。他因爲拍攝六四天安门事件中「坦克人」的照片而獲得1989年年度世界新聞攝影獎。在拍攝坦克人照片後，他通過把照片膠捲藏到馬桶水箱裏，成功躲過了中華人民共和國警察的搜查，把膠捲帶回了美國。晚年旅居於印尼峇里島逾15年，於2019年9月5日逝世，享壽64歲。
1989年6月5日，身為新聞週刊攝影記者的柯爾在王府井北京飯店的陽台上拍下了一位男子勇擋一隊從天安門廣場開出的解放軍坦克車的歷史性畫面，成為當年拍下天安門“六四坦克人”圖像的4位攝影師之一。
柯爾拍完照片後，擔心中共公安會上門搜查，將底片藏到馬桶水箱內。後來公安果然搜查他的房間，找到相機並抽走裡面的底片。柯爾的坦克人照片為他贏得1990年的世界新聞攝影獎。美聯社攝影師傑夫·懷德納的“六四坦克人”照片讓懷德納獲得1990年的普利策獎提名，被《時代週刊》評為“史上最具影響力的100幅影像” 之一，也成為20世紀最著名的代表蔑視強權的圖片之一。